# قلوب وحيدة
قلوب وحيدة (بالإنجليزية: Lonely Hearts)‏ هو فيلم حركة تم إنتاجه في الولايات المتحدة وصدر في سنة 2006. من بطولة جون ترافولتا وجيمس غاندولفيني وجاريد ليتو وسلمى حايك ولورا ديرن وكريستا كامبيل.

## الميزانية والإيرادات
حقق أرباحا تقدر بـ 2519154 دولار.

## وصلات خارجية
- قلوب وحيدة على موقع IMDb (الإنجليزية)
- قلوب وحيدة على موقع ميتاكريتيك (الإنجليزية)
- قلوب وحيدة على موقع روتن توميتوز (الإنجليزية)
- قلوب وحيدة على موقع نتفليكس (الإنجليزية)
- قلوب وحيدة على موقع قاعدة بيانات الأفلام العربية
- قلوب وحيدة على موقع ألو سيني (الفرنسية)
- قلوب وحيدة على موقع Turner Classic Movies (الإنجليزية)
- قلوب وحيدة على موقع أول موفي (الإنجليزية)
- قلوب وحيدة على موقع بوكس أوفيس موجو (الإنجليزية)
- قلوب وحيدة على موقع فيلمافينيتي (الإسبانية)